# El Porvenir Tres Picos
El Porvenir Tres Picos är en ort i Mexiko.   Den ligger i kommunen Amatán och delstaten Chiapas, i den sydöstra delen av landet, 700 km öster om huvudstaden Mexico City. El Porvenir Tres Picos ligger 817 meter över havet och antalet invånare är 580.
Terrängen runt El Porvenir Tres Picos är bergig åt sydväst, men åt nordost är den kuperad. Runt El Porvenir Tres Picos är det ganska tätbefolkat, med 80 invånare per kvadratkilometer. Närmaste större samhälle är Tapilula, 18,7 km sydväst om El Porvenir Tres Picos. I omgivningarna runt El Porvenir Tres Picos växer i huvudsak städsegrön lövskog.